# Leucadendron daphnoides
Espèce

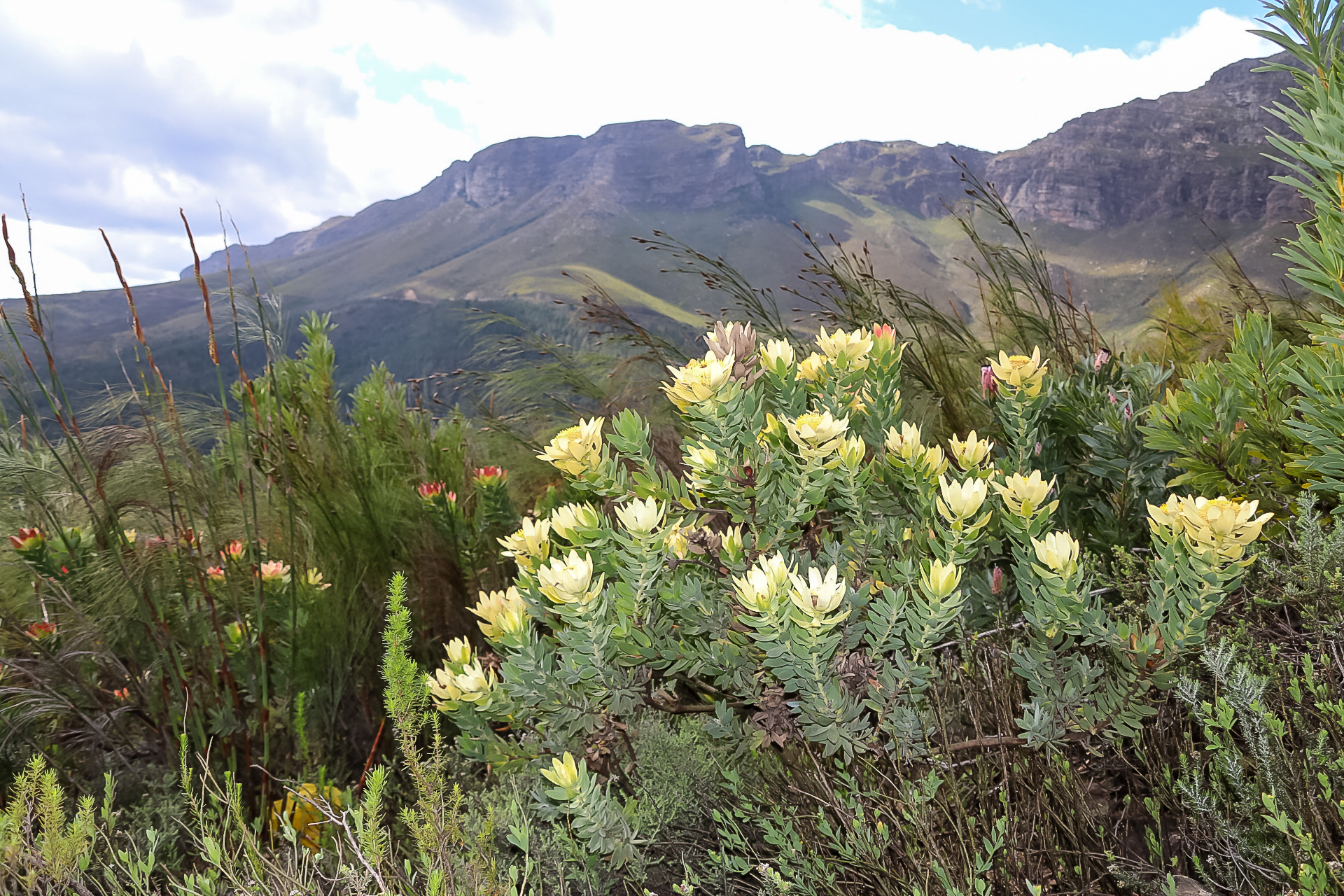

Leucadendron daphnoides est une espèce de plantes à fleurs de la famille des Proteaceae. C'est un arbuste à fleurs qui fait partie du fynbos. Il est originaire du Cap-Occidental en Afrique du Sud, 

## Description
Leucadendron daphnoides est un arbuste qui peut atteindre 1,5 m. Les feuilles glabres, lancéolées ou elliptiques. Ces feuilles forment des involucres se chevauchant étroitement autour de la partie inférieure du capitule, masquant les bractées involucrées. Les bractées florales mâles sont à apex en forme de cuillère. Le périanthe femelle fait 21 mm de long. de haut. La floraison a lieu de juillet à septembre.
L'une des caractéristiques les plus remarquables de Leucadendron daphnoides est ses feuilles lancéolées, à la texture coriace et au fini vert brillant. Les fleurs groupées serrées, apparaissent à l'extrémité des branches, prenant souvent une teinte ivoire ou jaune pâle. Les cônes à graines se développent après la pollinisation en présentant une structure ligneuse qui encapsule les graines.

## Répartition et habitat
Leucadendron daphnoides est présent dans les montagnes du Slanghoek, du pic Du Toits et du Stettynskloof. Son aire de répartition naturelle
est la région du fynbos, dans la province du Cap-Occidental, en Afrique du Sud, principalement sur des sols bien drainés et pauvres en nutriments. Préférant un climat méditerranéen, cet arbuste prospère dans les régions où les étés sont chauds et secs, et les hivers doux et humides. Il affectionne les sols bien drainés, sableux à limoneux, riches en matière organique. 

### Importance écologique
Leucadendron daphnoides est utile pour plusieurs raisons. Il offre un habitat à divers pollinisateurs, notamment aux oiseaux et aux insectes, qui contribuent au processus de pollinisation. De plus, ses graines constituent une source de nourriture pour les rongeurs et d'autres petits mammifères. Il contribue également à la stabilisation des sols dans son habitat naturel, prévenant ainsi l'érosion et préservant l'intégrité de l'écosystème.

### Croissance et reproduction
Leucadendron daphnoides présente généralement un port adapté au feu, ce qui signifie que ses graines ont besoin d'être exposées à la fumée ou à la chaleur pour germer efficacement. Cette adaptation unique lui permet de prospérer dans ses habitats naturels, souvent sujets aux incendies de forêt. Outre la reproduction par graines, cet arbuste peut également se multiplier par voie végétative, ce qui en fait un atout polyvalent pour les projets de restauration.

### Ravageurs et maladies courants
Leucadendron daphnoides peut être la proie de certains ravageurs tels que les pucerons, qui extraient la sève et affaiblissent la plante, et les cochenilles. Des infections fongiques peuvent également survenir.

## Statut de conservation
Leucadendron daphnoides a récemment été évalué en 2020 pour la Liste rouge des espèces menacées de l'UICN et est classé comme espèce quasi menacée selon les critères B1b(iii)+2b(iii).

## Dénominations
Cet arbuste est appelé communément en afrikaans Reusepoeierkwas et, en anglais, Du Toit's Kloof conebush ou Ivory Sunbush.

## Systématique
Le nom correct complet (avec auteur) de ce taxon est Leucadendron daphnoides (Thunb.) Meisn..
L'espèce a été initialement classée dans le genre Protea sous le basionyme Protea daphnoides Thunb..
Leucadendron daphnoides a pour synonymes :
- Leucadendron venosum R.Br.
- Protea conchiformis Kuntze
- Protea coriacea Willd.
- Protea coriacea Willd. ex Meisn.
- Protea daphnoides Thunb.
- Protea venosa (R.Br.) Kuntze

### Étymologie
Le nom de genre Leucadendron vient du grec leukos « brillant, blanc » et dendron « arbre ». 
Son épithète spécifique du latin dapnoides « blanc ».